# Hotel Absheron
El Hotel Absheron es un hotel y rascacielos en Bakú, Azerbaiyán, situado en la plaza Azadliq junto al Parque de Pushkin y el Hotel Crescent en el borde del mar Caspio. El hotel fue inaugurado en 1985. El hotel original tenía 343 habitaciones, con 16 plantas. El hotel fue adquirido y reconstruido por JW Marriott en 2009 con 243 habitaciones distribuidas en 20 plantas. Se describe como un hotel con una "magnífica vista de la plaza de la ciudad y de la extensión del lago más grande del mundo". 